# Тета-мезон
Тета-мезоны — гипотетические нейтральные элементарные частицы с изотопическим спином 0, являющиеся мезонами со скрытой истинностью. Они представляют собой систему из t-кварка и t-антикварка (топоний) с чётным орбитальным квантовым числом. .
На сегодняшний день θ-мезоны ни разу не наблюдались, несмотря на то что t-кварки в паре с t-антикварками удалось получить на Тэватроне ещё в 1995 году.